# Xã Sorenson, Quận Towner, Bắc Dakota
Xã Sorenson (tiếng Anh: Sorenson Township) là một xã thuộc quận Towner, tiểu bang Bắc Dakota, Hoa Kỳ. Năm 2010, dân số của xã này là 21 người.